# Ellastone
Ellastone is een civil parish in het bestuurlijke gebied East Staffordshire, in het Engelse graafschap Staffordshire met 320 inwoners.
De plaats stond waarschijnlijk model voor 'Hayslope', de plaats van handeling in George Eliots roman Adam Bede.